# Penisola di Taitao
La Penisola di Taitao (es: Península de Taitao) è una proiezione verso ovest della terraferma del Cile, con la quale è collegata dall'Istmo di Ofqui, il quale divide il Canale Moraleda (e la Laguna San Rafael) dal Golfo di Penas. La penisola si colloca nella Regione di Aysén e parte di questa si trova all'interno del Parco Nazionale della Laguna San Rafael.
Nel centro della penisola si trova il lago Presidente Ríos, che ha una superficie di 352 km². La penisola Tres Montes è la proiezione più meridionale della penisola di Taitao, il punto più a sud della quale è Capo Tres Montes.